# Hamady N'Diaye
Pour les articles homonymes, voir N'Diaye.
Hamady N'Diaye, né le 12 janvier 1987 à Dakar au Sénégal, est un joueur sénégalais de basket-ball. Il évolue au poste de pivot.

## Carrière
Après avoir grandi au Sénégal, N'Diaye se rend aux États-Unis où il fréquente le lycée Stoneridge Preparatory School à Simi Valley. Après une bonne carrière universitaire avec les Scarlet Knights de Rutgers, il est recruté par les Timberwolves du Minnesota, mais est immédiatement échangé avec les Wizards de Washington.
Il joue pour divers clubs dans des ligues différentes, aux États-Unis et en Chine.
En mars 2014, il se retrouve sans contrat à la suite d'une blessure qui met fin à sa saison.
Au mois d'août 2020, alors qu'il s'entraîne avec le Boulazac Basket Dordogne depuis la reprise, le club lui offre un contrat pour remplacer Mouphtaou Yarou, arrêté plusieurs semaines pour des soins au genou. N'Diaye ne participe toutefois à aucune rencontre officielle,.
En octobre 2020, N'Diaye rejoint le club l'Élan béarnais Pau-Lacq-Orthez pour pallier l'absence sur blessure de Nicolas de Jong.
En juin 2022, N'Diaye rejoint Nanterre 92.

## Palmarès
- Coupe de France : 2022